# Editorial Joventut
L'editorial Joventut és una editorial fundada a Barcelona l'octubre de 1923 per Josep Zendrera i Fecha, única editorial al món que edita Tintín fora del segell Casterman.
El 1996 havia editat prop de 10.000 títols en castellà, català i gallec. En el seu fons es compten col·leccions d'expedicions de muntanyisme de John Hunt i de viatges de Thor Heyerdahl; llibres de butxaca (Z); biografies d'Emil Ludwig, Stefan Zweig, Axel Munthe i Hilaire Belloc; edicions populars d'obres de Zane Grey i James Oliver Curwood; novel·la rosa de Rafael Pérez i Pérez, Juan Aguilar Catena i Luisa María Linares. En la seva línia juvenil, hi figuren Les aventures de Tintín i El Club dels Cinc. En català ha publicat les versions dels contes de Grimm (de Riba), i d'Andersen (de Carner), i els àlbums Tintín, d'Hergé. Tenia les filials d'Editorial Mentora i Edicions Edita.

## Reconeixement
Al febrer de 2023, amb motiu del seu centenari, l'Ajuntament de Barcelona va atorgar a l’Editorial Joventut la Medalla d’Or al Mèrit Cultural, «pels seus 100 anys de trajectòria i per haver teixit complicitats entre els editors, escriptors, lectors, associacions i institucions que conformen el món cultural i social de la ciutat».
Per celebrar els seus cent anys, al setembre de 2023, la mateixa editorial ha presentat als jardins del Palau Robert una exposició en homenatge als personatges més emblemàtics de les obres que ha publicat.

## Les aventures de Tintín
Gràcies a Concepció Zendrera, que va ser l'editora de l'empresa entre 1944 i 1992, es va iniciar la publicació de les històries de Tintín, primer en castellà amb El cetro de Ottokar (1958), traduït per ella mateixa, i després en català, amb Les joies de la Castafiore (1964), traduït per Joaquim Ventalló, sent essencial la tasca de l'editorial com a difusora de la llengua en anys de prohibició. A partir de la visita de Josep i Concepció Zendrera a la seu de l'editorial Casterman, a Tournai (Bèlgica), el 1956, i durant prop de quaranta anys, Joventut va gaudir de l'exclusivitat de l'edició de les aventures de Tintín fins que Casterman va intentar recuperar l'exclusivitat del producte amb un procés de demandes iniciat el 2000 que va guanyar Editorial Joventut el 2003.